# Selb-Plößberg
Selb-Plößberg je část města Selb ve stejnojmenném okrese v Německu. Leží v Horních Frankách v okrese Wunsiedel im Fichtegebirge. 

## Administrativní členění
Město Selb má ke svému katastrálnímu území přičleněno 43 obcí, dvorů a samot. Od roku 1978 k nim patří také Plößberg pod oficiálním názvam Selb-Plößberg, Další obec téhož svazku obcí s podobným názvem je Plößberg in der Franken.

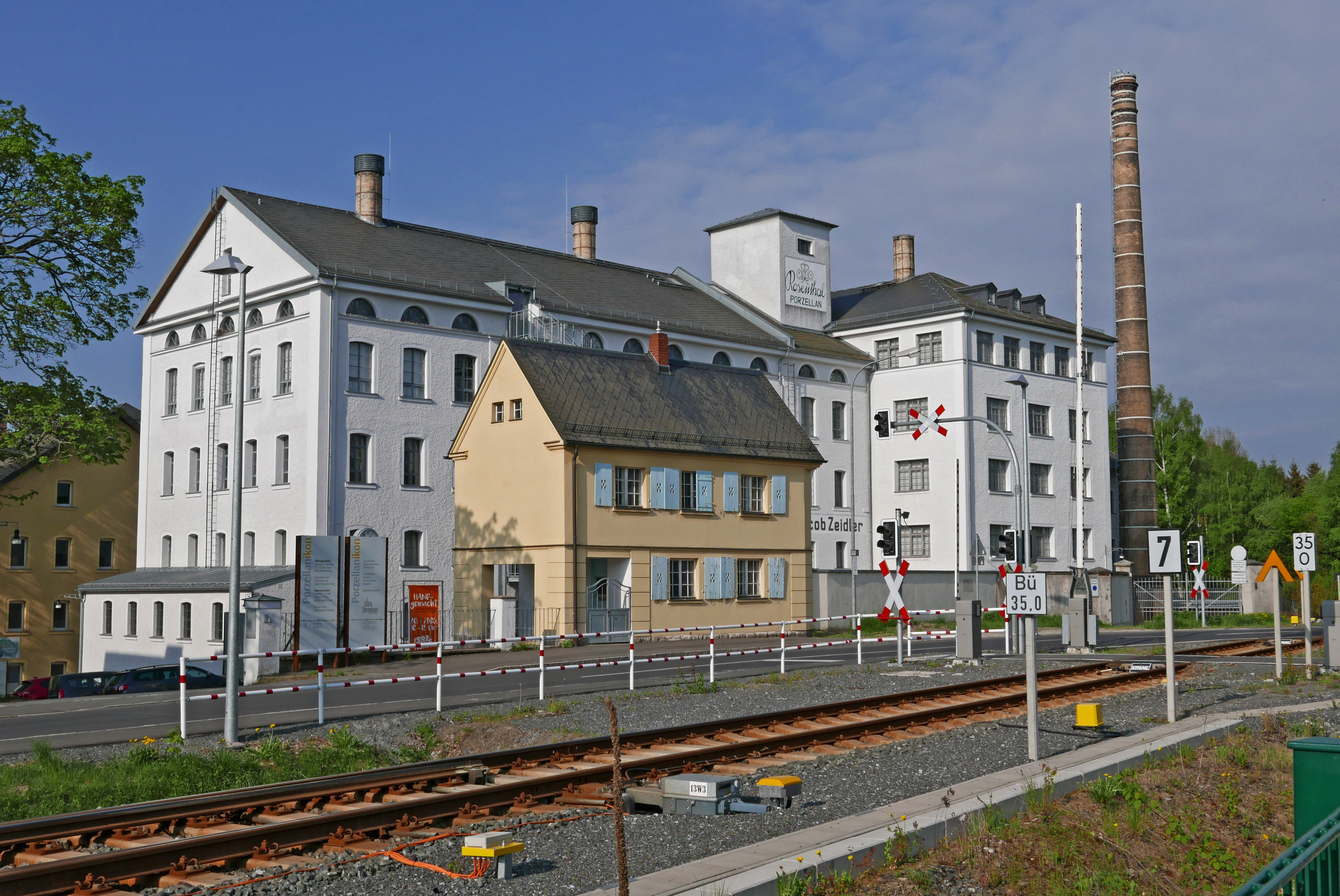
Bývalá porcelánka

## Doprava
Kousek od obce vede dálnice A93. Ve vsi je také železniční stanice z roku 1865 na trati přeshraniční železnice Aš–Selb-Plößberg.

## Průmysl

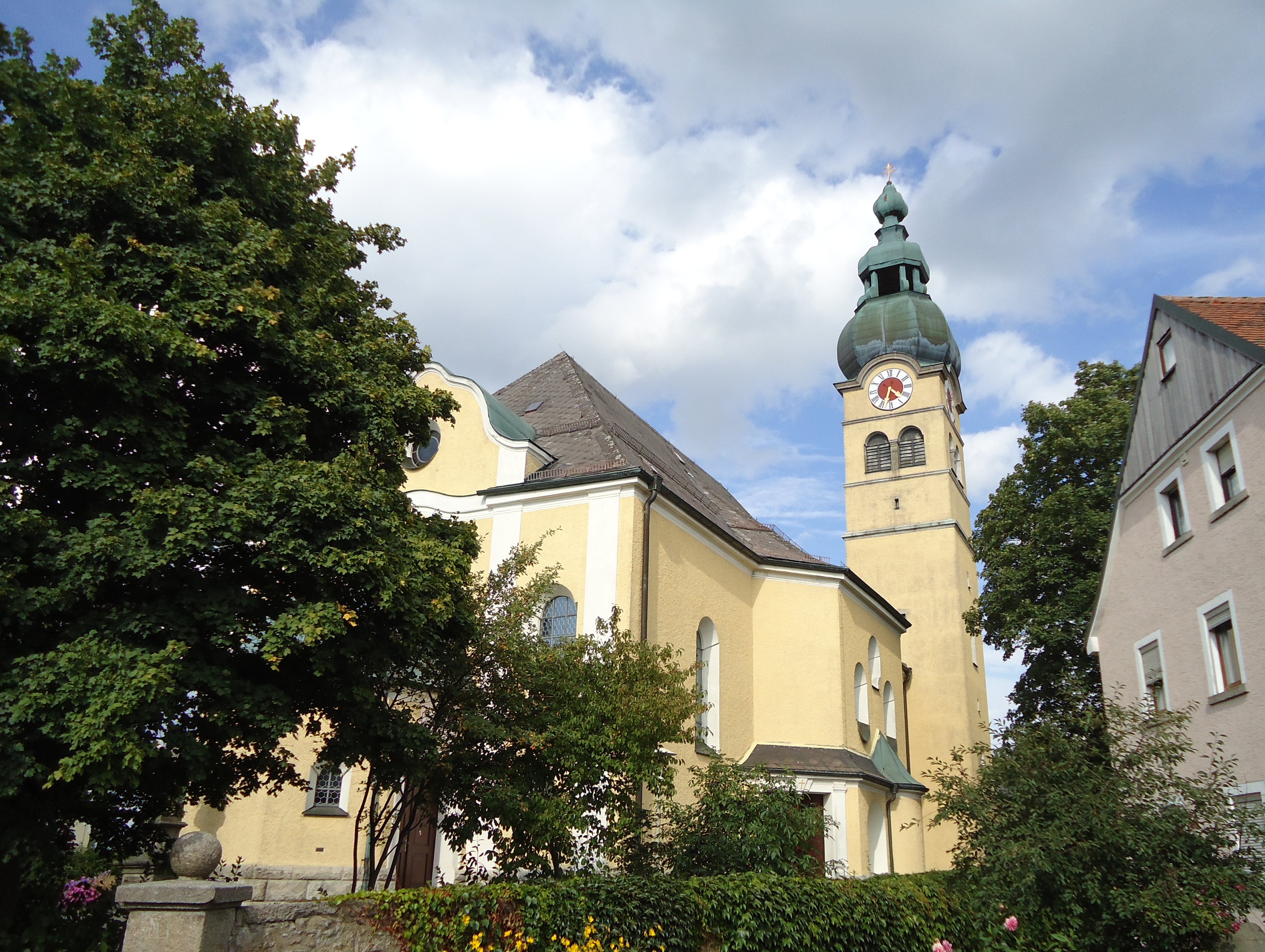
Kostel sv. Jiří

Plößberg je znám svou výrobou porcelánu, porcelánku zde  roku 1860 založil Jakob Zeidler. Stejně jako sousední porcelanka  Lorenze Hutschenreuthera v Selbu využíval kaolín dovážený z Karlovarska, a proto svou továrnu postavil u železniční trati. 

## Památky
Dominatou panoramatu obce jsou věže kostelůː
- Římskokatolický kostel sv. Jiří
- Filiální římskokatolický kostel sv. Josefa, kubistická budova se zvonicí
- Budovy bývalé porcelánky Jacob Zeidler & Co., nyní slouží jako muzeum Porzellanikon; [3]
- Vila továrníka Friedricha Zeidlera, majitele porcelánky; (u nádraží), Bahnhofstraße 26
- Vila továrníka Arthura Zeidlera, z roku 1894-1895, Jakob-Zeidler-Straße 5
- Náměstí Porzellanplatz, centrum obce, kde se koná pravidelný bleší trh porcelánu
- Nádražní budova, historická architektura z roku 1865

Ve vsi byl v roce 1963 založen spolek na údržbu turistického vybavení, jako jsou značky tras atd.

## Sport
Sídlí zde fotbalový klub TV Selb-Plößberg.